# Euptychia eriphule
Euptychia eriphule är en fjärilsart som beskrevs av Butler 1866. Euptychia eriphule ingår i släktet Euptychia och familjen praktfjärilar. Inga underarter finns listade i Catalogue of Life.